# Gagea kneissea
Gagea kneissea là một loài thực vật có hoa trong họ Liliaceae. Loài này được J.Thiébaut miêu tả khoa học đầu tiên năm 1934.